# كفاكنبروك
كفاكنبروك (بالألمانية: Quakenbrück) هي مدينة وبلدة ألمانية تقع في ألمانيا في سكسونيا السفلى. تقع على ضفاف نهر هازا، وهي جزء من آرتلاند، يقدر عدد سكانها بـ 12,829 نسمة،
تم ذكرها لأول مرة في عام 1235، تتميز البلدة القديمة التاريخية بحوالي 100 منزل نصف خشبي من قرون مختلفة، في عام 2010 احتفلت المدينة بالذكرى الـ 775 لتأسيسها.

## الجغرافيا

### الموقع الجغرافي
تقع كفاكنبروك داخل سهل شمال ألمانيا في وسط السهل الغريني الواسع لأرتلاند، والتي تنقسم بواسطة ألواح رمل الوادي والأراضي المنخفضة الرطبة. ينبع نهر هازا من الجنوب من غابة توتابورج، ويكمل مسيرته غربًا بسبب ارتفاع التضاريس.
يصف أحد الكتاب حالة البلدة حوالي عام 1700 على النحو التالي:
«ولأن هذا المكان في موقع جيد جدًا، تجدر الإشارة إلى أنه بالقرب من المدينة، ينقسم نهر هازا إلى ستة جداول ويتدفق عبر المدينة ويمنع كل القذارة ويوجد عليه العديد من الجسور.»

### الجيولوجيا
في المناظر الطبيعية للأراضي المنخفضة شمال سلسلة التلال الثالثة في الوادي الجليدي لنهر هازا، شكل النهر دلتا داخلية بسبب التدرج المنخفض، تقع منطقة هذه الدلتا الداخلية إلى حد كبير في أرتلاند وتتكون أساسًا من الرواسب التي تشكلت خلال العصر الجليدي نتيجة لتأثيرات النهر الجليدي الحامل للمياه الذائبة، لقد غيرت الدلتا شكلها وحجمها بشكل كبير من خلال التدخل البشري منذ القرن السابع عشر، إذ تم بناء القنوات وتقويم المجاري المائية وبناء السدود على المسطحات المائية، كما تمت حماية المدينة القديمة من الفيضانات منذ عام 1683.
أظهر الحفر أن التربة تتكون أساسًا من رواسب طينية ورملية من العصر الجليدي، يبلغ سمك الطبقة العليا من التربة خمسة إلى سبعة أمتار وتغطيها طبقة رواسب طينية يصل سمكها إلى عشرة أمتار، تشكل الطبقات الرملية على عمق 25 إلى 30 مترًا طبقة مياه جوفية عالية الإنتاجية لاستخراج المياه الجوفية، يقع الخزان الجوفي العلوي على عمق مترين إلى ستة أمتار.

### توسع المنطقة الحضرية
تطورت المدينة على مر القرون في شكل نصف دائري، حيث لم يكن التوسع في اتجاه الشمال ممكنًا بسبب الحدود مع أولدنبورجر لاند، التي كانت تمتد على بعد 500 متر شمال ساحة السوق، أما في الجنوب، فقد شكل نهر كلاين الذي يتدفق عبر المدينة في اتجاه غربي حدودًا طبيعية، والتي تم التغلب عليها من خلال الجسور في أوائل العصور الوسطى.
لا يزال الشكل النصف دائري لتخطيط المدينة مرئيًا بوضوح ويؤكده الطريق السريع الفيدرالي 68، والذي يمتد حول المدينة إلى الغرب والشمال والشرق، في الشمال الشرقي تقع مستوطنة هاكنكامب على الجانب الآخر من الطريق الرئيسي، جنوب غربي منطقة البلدة القديمة، مفصولة بخط السكك الحديدية، وقد تم بناء المدينة الجديدة في أوائل القرن العشرين.
أكبر امتداد للمنطقة الحضرية هو حوالي خمسة كيلومترات في اتجاه الشمال والجنوب وحوالي سبعة كيلومترات في اتجاه الشرق والغرب.

### مخطط المدينة
تتكون المنطقة الحضرية من: المدينة القديمة (حوالي 4000 نسمة) والمدينة الجديدة (حوالي 5500 نسمة) ومنطقة الترفيه شوتزنهوف، تقع البلدة القديمة حول ساحة السوق الخماسية ويهيمن عليها شارع التسوق الرئيسي.
عندما هدد مرض الجذام والطاعون المدينة في عام 1348، تم إنشاء مستوصف القديس أنتوني خارج المدينة.
بدأ تطوير المدينة الجديدة في عشرينيات القرن الماضي، عندما تم بناء مطار جنوب غرب خط السكك الحديدية على حوالي 250 هكتارًا من المراعي الرطبة غير المأهولة إلى حد ما، والتي تم توسيعها لتصبح قاعدة جوية في عام 1935، تم تشغيل حظيرة طائرات عليها خلال الحرب العالمية الثانية. في عام 1945 تم الاستيلاء على الموقع من قبل القوات البريطانية التي تنازلت عنها للقوات البولندية في نفس العام،  استقر عدد من الشركات في مجمع المباني العسكرية الواسع، والتي تم الحفاظ على العديد منها ثم تطور المستوصف العسكري السابق فيما بعد إلى مستشفى مدني.

### المجتمعات المجاورة
المجتمعات المجاورة لكفاكنبروك هي إيسن (أولدنبورغ) من الشمال (حوالي ستة كيلومترات) ودينكلاجة من الشرق (13 كيلومترًا) وبادبيرجين من الجنوب (خمسة كيلومترات) ومنسلاجة إلى الغرب (اثني عشر كيلومترًا).

### المناخ
تقع كفاكنبروك في المنطقة المناخية المعتدلة في ولاية سكسونيا السفلى في المنطقة الانتقالية بين المناخ البحري لساحل بحر الشمال والمناخ القاري في الجنوب والشرق وتتميز بمناخ بحري معتدل وتتأثر بالرياح الشمالية الغربية الرطبة القادمة من بحر الشمال.
متوسط درجة حرارة الهواء على المدى الطويل هو 8.5 إلى 9.0 درجة مئوية، وهناك حوالي 616 ملم من الأمطار (للمقارنة: المتوسط الألماني حوالي 800 ملم). الأشهر الأكثر دفئًا هي يوليو وأغسطس بمتوسط 17.2 و16.9 درجة مئوية، والأكثر برودة هي يناير وفبراير بمتوسط 1.6 و2.2 درجة مئوية، تسقط معظم الأمطار في شهري يونيو ويوليو بمتوسط 69 و75 ملم على التوالي، ويكون أدنى مستوى لها في فبراير ومارس بمتوسط 36 ملم و42 ملم على التوالي، يمكن توقع متوسط 20-25 يومًا صيفيًا بين مايو وأغسطس.
في المناخ البحري العام لشمال ألمانيا، تهيمن الرياح من القطاع الجنوبي الغربي والشمالي الغربي بشكل عام.

## السكان

### النمو السكاني
من بداية القرن السادس عشر يمكن تحديد المعلومات عن سكان المدينة عن طريق مصادر فردية فقط، خاصة من سجلات الضرائب التي سجلت عدد الأسر والتي يمكن من خلالها استقراء العدد التقريبي للسكان.
لا توجد دراسات متاحة حول آثار الحرب العالمية الأولى على النمو السكاني، حيث لم يتم إجراء التعداد السكاني في الرايخ الألماني حتى عام 1925، أما آثار الحرب العالمية الثانية فواضحة: ففي عام 1946 كان عدد السكان لا يزال أقل من مستوى عام 1939 على الرغم من الهجرة الكبيرة للمشردين.
بعد الحرب العالمية الثانية زاد عدد السكان في كفاكنبروك بشكل مطرد ويعود ذلك أساسًا إلى هجرة الأشخاص الذين طردوا من وطنهم ثم تمت إعادة توطينهم.

### الهجرة
بعد انتهاء الحرب العالمية الثانية استقر العديد من المطرودين من سيليزيا وشرق بروسيا وبوميرانيا وسوديتنلاند في منطقة كفاكنبروك.
بالإضافة إلى ذلك، كما كان الحال في المدن الألمانية الكبرى، تمت تغطية الحاجة المتزايدة للعمال خلال فترة المعجزة الاقتصادية من خلال جلب العمال الضيوف، الذين استقر بعضهم في المدينة بشكل دائم، ومع ذلك فالروس واليونانيون الذين هاجروا في العقود القليلة الماضية، هم من بين الجنسيات الأكثر تمثيلًا في كفاكنبروك، حيث يبلغ عددهم ما يقرب من 900 و700 نسمة على التوالي، كما أن المجموعة البولندية كبيرة نسبيًا، حيث تضم 250 شخصًا، بينما يبدو مجتمع «العمال الضيوف الكلاسيكيين»، مثل الأتراك، صغيرًا جدًا حيث يقل عددهم عن 100 شخص، ومع ذلك فيجب أن يؤخذ في الاعتبار أن غالبية المهاجرين الذين يحملون الجنسية اليونانية هم من أتراك تراقيا الغربية، بلغ عدد الأجانب إلى إجمالي السكان (في 1 ديسمبر 2008) كان 1520 شخصًا (11.63 بالمائة)، من بين هؤلاء: 840 من الذكور (13.23 بالمائة) و680 من الإناث (10.18 بالمائة) وفقا لتعداد 2011، 36.6٪ من السكان لديهم خلفية مهاجرة ويضم السكان أكثر من 70 جنسية مختلفة.

### الهرم العمري
يوجد في كفاكنبروك اختلاف طفيف في الهيكل العمري عن ذلك السائد في ألمانيا، والذي ينعكس بشكل خاص في نسبة الشباب إلى الشيوخ؛ ففيها يتم تقليل هذه النسب بشكل كبير من قبل السكان الأجانب؛ حيث أن عدد الشباب بينهم أعلى بكثير من عدد السكان الألمان، بينما يكون عددهم أقل بكثير في مجموعة كبار السن.
كانت نسبة الشباب (أقل من 20 عامًا) في كفاكنبروك 22.5 بالمائة، وهو ما يزيد عن المعدل الوطني البالغ 21.3 بالمائة، بينما تبلغ نسبة الشباب إلى كبار السن 29:46 في حين أن المعدل الألماني المقابل هو 38:41.

### الأديان
كفاكنبروك هي مدينة بروتستانتية تقليدية ولكن كان هناك دائمًا مجتمع كاثوليكي، وإن كان في بعض الأحيان صغيرًا جدًا. في عام 1628، كان هناك عضو كاثوليكي واحد فقط في الدير اسمه هوغو ماير، لا يمكن متابعة التطور اللاحق عدديًا، لأن الإحصائيات التي تم توزيعها لا تسمح دائمًا بتحديد دقيق لطائفة مواطني كفاكنبروك.
يوفر سجل السكان فقط أرقامًا موثوقة: أسفر الإحصاء السكاني لعام 1833 عن نسبة تزيد عن 20 في المائة: من بين 2279 ساكنًا، كان 1799 لوثريًا و473 كاثوليكيًا، وفي عام 1900 كان هناك 2082 بروتستانتياً و992 مسيحيًا كاثوليكيًا في كفاكنبروك.
منذ النصف الثاني من القرن العشرين استمر المجتمع الكاثوليكي في النمو.
كفاكنبروك هي مدينة بروتستانتية تقليدية ولكن كان هناك دائمًا مجتمع كاثوليكي، وإن كان في بعض الأحيان صغيرًا جدًا. في عام 1628، كان هناك عضو كاثوليكي واحد فقط في الدير اسمه هوغو ماير. لا يمكن متابعة التطوير الإضافي عدديًا، لأن الإحصائيات التي تم توزيعها لا تسمح دائمًا بتحديد دقيق لطائفة مواطني كفاكنبروك.
يوفر سجل السكان فقط أرقامًا موثوقة: أسفر الإحصاء السكاني لعام 1833 عن نسبة تزيد عن 20 في المائة
وفقًا لإحصاءات مكتب تسجيل سكان كفاكنبروك في 1 ديسمبر 2008، كان 5604 من السكان من الإنجيليين اللوثريين و4050 من الروم الكاثوليك، أما وفقًا لتعداد 2011 فكان 46.5٪ من السكان بروتستانت و30٪ من الروم الكاثوليك و3.2٪ من الأرثوذكس و19.2٪ ينتمون إلى مجتمع ديني آخر أو لا ينتمون إلى أي مجتمع دينيَ.

## التاريخ

### أصل التسمية
يصعب توقع تفسير قاطع للاسم الغريب للمدينة، والذي ظهر كتابيًا لأول مرة في عام 1235 باسم quakenbrugge. في حين أن المقطع الأخير واضح كإشارة إلى معبر نهر، فإن الجزء الأول يؤدي إلى العديد من التكهنات.
الاسم لا علاقة له بالضفادع الصغيرة أو الضفدع، والذي تم إعلانه مؤخرًا كرمز للمدينة.

### البدايات وتأسيس المدينة
لا يوجد للمدينة ميثاق تأسيس؛ إذ دمر حريق في البلدة عام 1383 جميع الوثائق القديمة؛ لذلك فعند تحديد عمرها، يستخدم الباحثون وثيقة من عام 1235 في أرشيف أبرشية أوسنابروك. يُقدر أن بدايات الإستيطان أقدم بكثير، حيث تشير الوثيقة المذكورة إلى وجود مطاحن آنذاك.

### الإصلاح
الإصلاح الذي أدخله هيرمان بونوس شكل وغيّر المدينة، ساعد بونوس في تحديد تطور الكنيسة في جميع أنحاء شمال ألمانيا، ما وراء أبرشية أوسنابروك، لم يواجه أي مقاومة، وكان جزء من السكان قد تحول بالفعل إلى الجانب البروتستانتي أو كان محايدًا تجاهه، لذلك أمكن تحويل الكنيسة الجماعية إلى كنيسة بروتستانتية.

### حرب الثلاثين عاما
بدأت حرب الثلاثين عامًا في عام 1623 بدخول العصبة الكاثوليكية «بإرهاب شديد واندفاع» إلي كفاكنبروك وبشرت بمرحلة عانت فيها المدينة من احتلالات متغيرة من قبل مختلف الفصائل المتحاربة. في عام 1627 أصدر تيلي، القائد العام للرابطة الكاثوليكية، خطاب حماية إلى كفاكنبروك، لكن لم يكن له تأثير يذكر. وبعد ذلك بعام تم تكديس «قوة حماية» قوامها 225 فردًا.
ازدهرت المدينة مرة أخرى في نهاية القرن السابع عشر.

### الفترة النابليونية
في عام 1795 تم احتلال البلدة من قبل القوات الإنجليزية التي مكثت لمدة خمس سنوات وفي 3 يونيو 1802 بدأت الفترة الفرنسية وفي عام 1806 صارت المدينة جزءًا مؤقتًا من مملكة بروسيا. بعد انتصار نابليون بونابرت في معركة يينا وأورستيد، أُضيفت المدينة إلى مملكة ويستفاليا عام 1807، وفي 1 يناير 1811 أنشأ نابليون الأقسام الهانزية وارتبطت ارتباطًا مباشرًا بالإمبراطورية الفرنسية. في عام 1813 أصبحت هزيمة نابليون واضحة.

### التصنيع
في القرن التاسع عشر، كانت هناك تجارة للصباغة والدباغة في البلدة، فضلاً عن صناعة الفرش والأواني الفضية، وفي 15 أكتوبر 1875 تم افتتاح خط سكة حديد أولدنبورغ - أوسنابروك.

### الحربان العالميتان والنازية
خلال الحرب العالمية الأولى، سقط 168 جنديًا من أبناء البلدة.
في «العشرينيات الذهبية» كانت المدينة قادرة على التعافي الاقتصادي مؤقتًا. في عام 1932 في ذروة الأزمة الاقتصادية العالمية كان هناك 220 عاطلاً عن العمل كما انخفضت عائدات الضرائب التجارية في غضون عامين من 60.000 إلى 16.000 مارك ألماني، في انتخابات الرايخستاغ في نوفمبر 1932 حصل الحزب الديمقراطي الوطني على 650 صوتًا، والتي زادت إلى 1019 في انتخابات 5 مارس 1933 والتي كانت تعادل 36.4 في المائة من الأصوات، على الرغم من أن هذا كان أقل بكثير من النتيجة على الصعيد الوطني البالغة 43.9 في المائة، كان الاشتراكيون الوطنيون أقوى حزب في كفاكنبروك.
كانت محاولات هتلر «لتعزيز الاقتصاد» من خلال استثمارات الدولة تعني بالنسبة لكفاكنبروك أن المطار في ميرشلاند، والتي أصبحت فيما بعد نيو شتادت (والتي كانت لا تزال يشار إليها باسم منطقة ميرشلاند في المنشورات حتى عام 1993) في عام 1928 تم استخدام المطار وتوسيعه وفي نفس العام تمركز سرب طيران محلي في البلدة، وفي عام 1935 بدأت أعمال البناء لتوسيع المطار وإنشاء قاعدة جوية، والتي أعطيت الاسم الرمزي كفادرات.
اكتسبت كفاكنبروك أهمية خاصة من خلال حظيرة الطائرات الكبيرة، حيث تم إصلاح الطائرات التالفة. في بداية عام 1943 تم نقل جزء كبير من عمليات حوض بناء السفن إلى جنوب فرنسا. كان الحلفاء على دراية بالقاعدة الجوية، وهو ما جعلها هدفًا متكررًا للغارات الجوية، خلال أعنف هجوم يوم السبت المقدس عام 1944 تضرر مركز المدينة أيضًا، حيث تضررت أو دمرت العديد من المباني. قبل وقت قصير من نهاية الحرب قامت لوفتوافا بتطهير القاعدة الجوية. ثم تنازل البريطانيون عن الموقع للقوات البولندية التي ظلت متمركزة هناك حتى عام 1947.

### التاريخ الحديث
في عام 1969 استقرت شركة طبية من القوات المسلحة الألمانية في نيوشتادت، تبع ذلك المستودع الطبي الرئيسي في كفاكنبروك التابع للقيادة الإقليمية الشمالية.
كان لتأسيس البلدة كحصن حدودي تأثير حتى يومنا هذا، تم نقل الخط الفاصل إلى أولدنبرج لاند، والذي امتد على مسافة 500 متر فقط من ساحة السوق حتى عام 1972، لكنه أعاق تطور المدينة لعدة قرون.
في ألمانيا ما بعد الحرب تمكنت كفاكنبروك من جذب العديد من المؤسسات المركزية وعدد من الشركات الصناعية إلى نيوشتادت، أصبحت كيناست أكبر شركة إنتاج ثم في أوائل الستينيات تطورت لتصبح أكبر صاحب عمل في المنطقة مع أكثر من 1000 موظف.
في عام 1984 باعت الشركة 15 مليون دراجة وأصبحت الشركة الرائدة في صناعة الدراجات في أوروبا، ومع ذلك، فمنذ بداية التسعينيات، انهارت أرقام المبيعات في الداخل والخارج بشكل كبير بسبب المنافسة من آسيا. 
نجا عدد قليل فقط من الشركات الصناعية من الأزمة الهيكلية في الثمانينيات، ومن بين هذه الشركات شركة بوكر لتصنيع الأجسام والمركبات ومصنع المواد الغذائية روف، مصنع المواد الغذائية روف هو الوحيد الذي يقع في وسط المدينة مع منشأة إنتاج بها 365 موظفًا.

## السياسة

### مجلس المدينة
يضم مجلس المدينة حاليًا 31 عضوًا من خمسة أحزاب. تسعة مقاعد تشغلها النساء حاليا.

### العمدة
l
1968 - 1972 : كارل مولر
ارل مولر
1972-1979: هورست ماغنوس (الحزب الديمقراطي الحر)
1979-1988: فيرنر كورفهاج (الحزب الديمقراطي الحر)
1988-1991: يورغن غاديبرغ (الحزب الاشتراكي الديمقراطي)
1991-2000: كلاوس ألفيس
2000-2011: فولفجانج بيكر
2011-2014: كلاوس بيتر بوب (الحزب الاشتراكي الديمقراطي)
2014-2016: بول جارتنر (الحزب الاشتراكي الديمقراطي)
2016-2021: ماتياس بروجمان
منذ 2021: تولاي تسولاك (الحزب الاشتراكي الديمقراطي).

### أعضاء البرلمان
تم انتخاب كلاوس بيتر بوب، لأول مرة لعضوية برلمان الولاية في عام 2003 من خلال قائمة الحزب الاشتراكي الديمقراطي، وظل عضوًا حتى أكتوبر 2014 حين استقال ليصبح رئيسًا لبلدية أرتلاند المشتركة، منذ انتخابات الولاية لعام 2013، فقط كريستيان كالديروني من كفاكنبروك - بصفته المرشح المنتخب مباشرة من حزب الاتحاد الديمقراطي المسيحي - مثّل المدينة في برلمان ولاية سكسونيا السفلى.

### شعار النبالة والختم
يشير شعار النبالة في كفاكنبروك إلى القلعة التي من المحتمل أن تكون قد بنيت في القرن الثالث عشر، أي عندما تأسست المدينة، على التل خلف ساحة السوق، تظهر قلعة منمقة كصورة ختم، يوجد في منتصفها نافذة زخرفية قوطية. يستند شعار النبالة للمدينة الذي تم إنشاؤه في القرن التاسع عشر إلى كل من تمثيلات الأختام، من حيث أنه يحتوي على البوابة المفتوحة للختم السري، ولكنه، مثل الختم الرئيسي، يستغني عن الأشجار، في القرن العشرين، يختلف شعار النبالة عن القرن التاسع عشر فقط في نسخة أكثر حداثة من القلعة، في النظام الأساسي الرئيسي للمدينة من عام 2001، لم يعد يتم الحديث عن قلعة، ولكن عن بوابة بها ثلاثة أبراج.

### توأمة المدن
تحتفظ كفاكنبروك بشراكة مدينة مع المدن التالية:
فرنسا: ألونسون  ونورماندي
الولايات المتحدة: كونواي وأركنساس
بولندا: دوبري مياستو وارميا-ماسوريني
ألمانيا، ويسنبرغ ومكلنبورغ-بوميرانيا الغربية
بعد التغييرات السياسية في عام 1989 والمصالحة التي لاحت في الأفق بين الغرب والشرق، تكثفت العلاقات البولندية الألمانية على مستوى المنطقة والمدينة.
تم إغلاق آخر توأمة في البلدة في 1 أبريل 1992.
تنتمي كفاكنبروك إلى الاتحاد البلدي الألماني الهولندي EUREGIO، الذي ينتمي إليه حوالي 130 بلدة ومجتمعًا ومنطقة من غرب ساكسونيا السفلى وهولندا الشرقية.

## الثقافة والمعالم

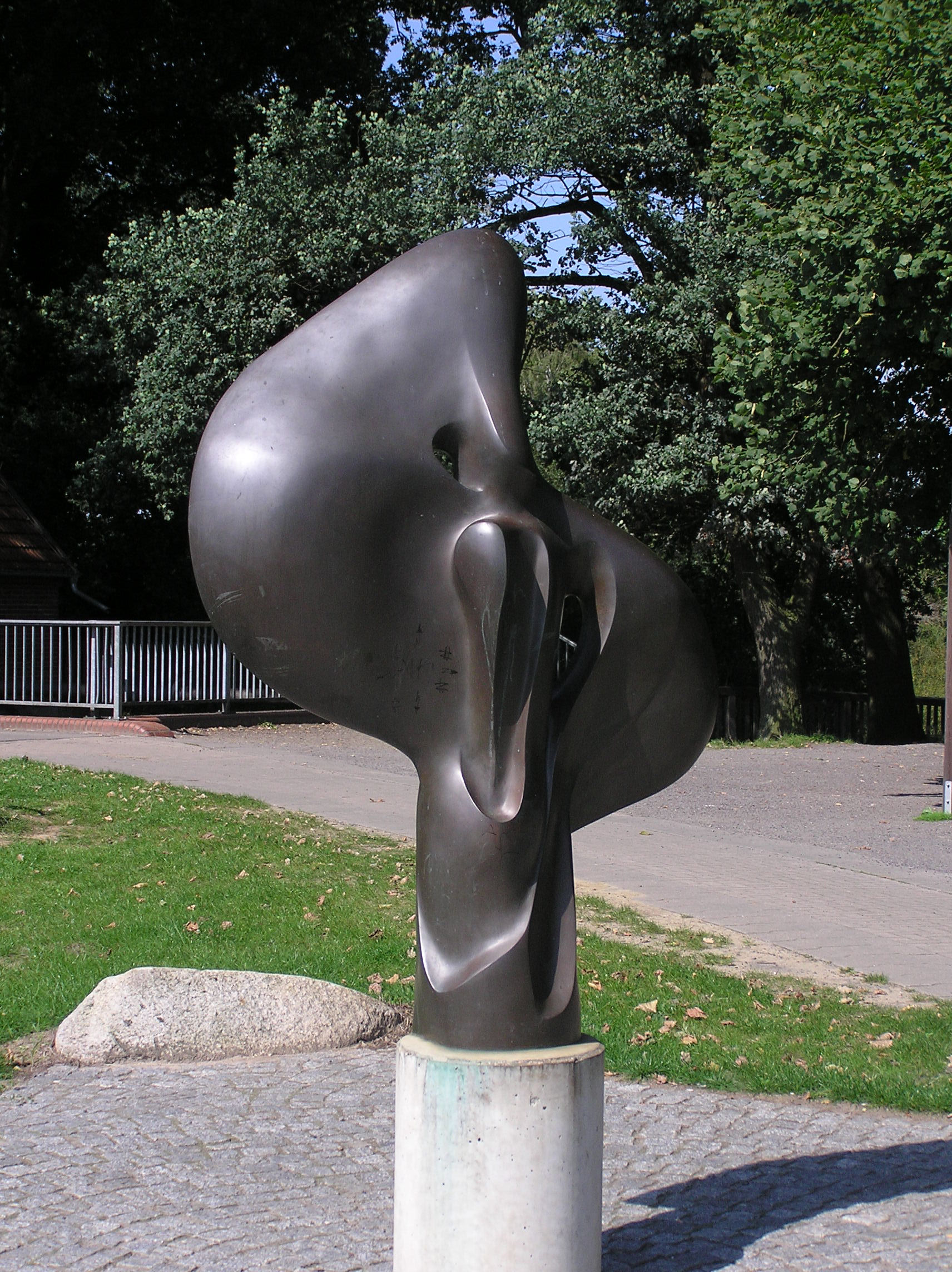
منحوتة للفنانة كارولا ويدل بعنوان "الأجنحة تنمو فوق الدلتا".

في الثمانينيات، رفض المواطنون إدراج المدينة في موقع التراث العالمي لليونسكو.

### المسرح
تنظم الحلقة الثقافية لجمعية النقل والتراث بكفاكنبروك بانتظام عروض مسرحية متنقلة.

### السينما
مسرح شوبورغ السينمائي، الذي تم تصويره بالفعل كمنطقة جذب سياحي على البطاقات البريدية في عام 1938، كان به ثلاث غرف عرض منذ عام 2005.

### متحف المدينة
منذ عام 1983، تم إيواء متحف المدينة في ساحة السوق في منزل تم بناؤه على الطراز الكلاسيكي منذ حوالي عام 1830 ويتم إدارته كجمعية مسجلة من قبل فريق من المتطوعين.  بالإضافة إلى المعارض الخاصة المتغيرة، يتناول المعرض الدائم لمتحف المدينة مواضيع من تاريخ المدينة والمدرسة والكنيسة ويكمله مرفق صيدلية تاريخي وغرفة كنيسة صغيرة ومطبخ فلاح.  مرفق بمتحف المدينة مكتبة إقليمية بالإضافة إلى أرشيف تاريخي للمدينة وعدد كبير من الخرائط التاريخية وأرشيف صور شامل.

### الأعمال الفنية الخارجية
تم إنشاء تمثال دافع الضرائب الفقير أمام مكتب الضرائب.

### المباني
في شمال المدينة، تقع المدينة القديمة التاريخية التي تضم حوالي 100 منزل نصف خشبي تم ترميمها، ومعظمها من المباني السكنية التاريخية، يقع مكتب الضرائب في محكمة المقاطعة السابقة بأسلوب بناء عصر النهضة الجديد.
تم تجميع أمثلة أخرى للمباني السكنية والتجارية التاريخية حول ساحة السوق المركزية مع قاعة المدينة الكلاسيكية كما تم إنشاء نافورة أوروبا التي أقيمت في ساحة السوق في عام 1990 من قبل فنان مدينة فرايبورغ فرانز غوتمان وهي ترمز إلى اتصالات المدينة في جميع أنحاء أوروبا من خلال الثور ويوروبا.
تم إنشاء المطحنة الصغيرة في عام 1235،  تم بناء المبنى الرئيسي المحفوظ من المطحنة الصغيرة، والذي لا يزال يضم عملية طحن طاحونة البذور.
يوجد في البلدة كنيستان: الكنيسة الإنجيلية والكنيسة الكاثوليكية.

### الحدائق
تقع غابة المدينة على بعد بضعة كيلومترات شمال شرق وسط المدينة، تم إنشاء غابة الزواج في عام 1990، حيث يمكن للأزواج والزوجات زراعة شجرة.  تمتنع المدينة عن اتخاذ تدابير مربحة مثل الشراء المنظم للأشجار.  بالإضافة إلى ذلك، لا توجد رسوم ولا أنظمة زراعة.  يوصى فقط بزراعة الأشجار الأصلية القوية وطويلة العمر، مثل البلوط الشائع أو القيقب النرويجي أو الكرز البري أو الدردار.
يقع هازا بارك بين بحيرة السد وغابة المدينة، وهو موقع مساحته 18 هكتارًا محاطًا بنهر هازا.

### الرياضة

#### الملاعب الرياضية
في الجزء الشرقي من المدينة، بجوار منتزه المدينة، توجد منطقة رياضية وترفيهية بها ساحة وقاعة رياضية كبيرة وملاعب رياضية متنوعة ومسابح خارجية وداخلية وملاعب تنس.
يقام يوم السباق والمعروف على المستوى الوطني بسباق الصيد البحري، في هازا بارك في يوم الأحد الأول من كل سبتمبر.
تُستخدم القاعدة الجوية السابقة في نيوشتات كنموذج ومهبط للطائرات الشراعية.

#### كرة السلة
لعب فريق نادي كرة السلة آرتلاند دراجونز في الدوري الألماني لكرة السلة بين عامي 2003 و2015.  في موسم 2006/07 أصبح الوصيف الألماني.  في موسم 2010/2011، وصل الفريق إلى الدور نصف النهائي من التصفيات في دوري كرة السلة الألماني.

### الفعاليات المنتظمة
تعد ألعاب كرة السلة الوطنية والدولية ومهرجان برجمانز في منتصف سبتمبر وموسيكاج في نوفمبر من بين أهم الأحداث المنتظمة في المدينة.

### الأيام الموسيقى ة
تأسست في عام 1985 وتعقد كل عامين منذ ذلك الحين في نوفمبر،  يتكون الحدث من سلسلة حفلات موسيقى كلاسيكية تتغير سنويًا، بالإضافة إلى حفلات موسيقية وعروض مسرحية أخرى.
في عام 2001، تمت إضافة مهرجان صيفي والذي كان يقام سابقًا كل عام في أوائل الصيف (الآن كل عامين فقط) وعادةً ما يتضمن ثمانية أحداث.
في عام 2007، ولأسباب تتعلق بالميزانية، قررت البلدية المشتركة إقامة مهرجان الصيف وأيام الموسيقى بالتناوب كل عامين، والذي من المتوقع أن يؤدي إلى توفير حوالي 30 ألف يورو.

### الوجبات المميزة
ما يسمى فوبكابراوت، كان يؤكل كإفطار ثانٍ، ولكن يصعب العثور عليه في الوقت الحاضر.  كانت فطائر الحنطة السوداء، من الأطباق اليومية الشهيرة إلى جانب حساء الحنطة السوداء، والتي تُعرف الآن بأنها تخصص إقليمي في إيمزلاند أكثر من آرتلاند.

## الاقتصاد والبنية التحتية
يشير وجود الطواحين، التي ذُكرت لأول مرة في عام 1235، إلى وجود فرع اقتصادي لمستوطنة القرون الوسطى. 
منذ منتصف القرن الخامس عشر، تطورت الحياة الاقتصادية للبلدات الصغيرة في المدينة.  في عام 1435، تم تشكيل جمعية الإسكافيين، وفي عام 1443 اندمجت تجارة تصنيع الملابس، وفي عام 1476 تم دمج الخياطين.  نشأت هذه النقابات في البداية من الأخويات الدينية التي تضم الرجال والنساء، في عام 1494 تم تأسيس نقابة نساجي الصوف، والتي تم توثيق تجارتها الإقليمية منذ عام 1488، والذين  كان لديهم مطحنة بلدية وعدد من أماكن الصبغ تحت تصرفهم.

### مسبك القصدير
ابتداءً من النصف الثاني من القرن السابع عشر، يمكن إثبات استخدام عجلات مصنوعة من الصفيح، وفي القرن الثامن عشر، كان هناك ما يصل إلى أربع ورش عمل في نفس الوقت، وهو ما يشير إلى ارتفاع الطلب على الأواني المصنوعة من القصدير آنذاك. تضمنت المنتجات الأباريق التي تتميز بغطاء محدب مع دبوس مفصلي.  كقاعدة عامة، بقيت ورش العمل في نفس العائلة، وهذا هو سبب ظهور بعض الألقاب بشكل متكرر بين مسابك القصدير الرئيسية، كان لوبرت ديدريش باهلمان الأكثر إنتاجية والذي غالبًا ما تم ختم طابعه على أواني القصدير التي لا تزال موجودة.  وكذلك، كثيرا ما استخدمت علامة غيرهارد ماتياس هولشر (1753-1841)، يمكن مشاهدة عدد من هذه المعروضات في قرية متحف كلوبنبورج أو في متحف مدينة كفاكنبروك.  بعد وقت قصير من عام 1850 توقفت تجارة القصدير في البلدة ثم بعد سنوات قليلة من ذلك الحين بدأ الحرفيون في الهجرة إلى القرى المجاورة.

### الزراعة والغابات
تعتبر المنطقة ككل عبارة عن منطقة مستنقع تم تسويتها في وقت متأخر نسبيًا، لفترة طويلة كان نهر هازا يرسب معادن ورمالًا طينية خصبة من جبال أوسنابروك وهو ما ضمن تربة جيدة.
يمكن زراعة الشوفان والجاودار والشعير والقمح الأكثر طلبًا في الأراضي الزراعية الخصبة.
في عام 2003، تمكنت 23 مزرعة في المنطقة الحضرية من إدارة مساحة 1269 هكتارًا، منها اثنا عشر هكتار مخصصة لزراعة الأعلاف النباتية واثنتان للبستنة، تم تشغيل سبع مزارع كمزارع بدوام كامل، كان إجمالي 74 شخصًا يعملون في الزراعة، 25 منهم بدوام كامل.  يستخدم حوالي 50 في المائة من المساحة المزروعة لزراعة الحبوب مع التركيز على الذرة وحبوب الأعلاف لتربية الخنازير والدواجن.
قبل 100 عام فقط، كانت المنطقة المحيطة بكفاكينبروك تحتوي على عدد قليل جدًا من الأشجار.  خارج المناطق المأهولة بالسكان، كانت المنطقة الحضرية محاطة بأراضي قاحلة كثيفة ومروج رطبة وأراضي برية، وقد حال الاستغلال المفرط دون تكوين الغابات.  كانت أشجار البلوط القديمة النموذجية في آرتلاند تقريبًا ملكية خاصة للمزارع. في سياق تجميع الأراضي بعد تحرير المزارعين، تمت خصخصة معظم المناطق المستخدمة بشكل شائع وتوقف الاستغلال المفرط بشكل مفاجئ. قام الملاك الجدد بتحديث ممتلكاتهم الجديدة والحفاظ على المناطق المشتركة كما هو مخطط، هكذا تم إنشاء حوالي 140 هكتارًا من الغابات الحضرية في شمال المدينة والتي تم توسيعها بمقدار 0.5 هكتار في عام 2008 بزراعة 1300 شجرة بلوط جديدة وربطها بغابة الزواج. الآن تضم حديقة المدينة العديد من الأشجار وخاصة البلوط والبتولا.

### الشركات المحلية
لسنوات عديدة، كانت الشركة الأكثر أهمية في المدينة هي شركة كيناست، بالإضافة إلى ذلك أصبحت المدينة في الخمسينيات مركزاً لتصنيع المراتب والهندسة الميكانيكية وصناعة الطلاء الكيميائي.
من بين مرافق الإنتاج الكبيرة، لم يتبق إلا شركة روف، التي تنتج مكونات الخبز والحلويات وخلطات الخبز منذ عام 1920. توظف الشركة 450 شخصًا ووصل إنتاجها إلى 1.8 مليار عبوة في عام 2007.
في عام 1985، استقر المعهد الألماني لتكنولوجيا الأغذية (DIL) في المدينة، يوظف معهد الأبحاث 150 شخصًا وتبلغ ميزانيته أربعة ملايين يورو.

### حركة المرور
يقع مطارا مونستر/أوسنابروك وبريمن الدوليان على بعد حوالي 80 كيلومترًا.
ترتبط كفاكنبروك بأوسنابروك ونوردراين فيستفالن عبر الطريق السريع الفيدرالي B 68 القادم من كلوبنبورغ، يمر الطريق السريع الفيدرالي عبر الجزء الشمالي من المدينة بين البلدة القديمة ومنطقة هينجالاجة ويشكل ممرًا جانبيًا حول وسط المدينة في الشرق والجنوب، أقرب تقاطع للطريق السريع، مخرج لونة/دينكلاجة للطريق السريع الفيدرالي A1 يقع على بعد حوالي 15 كيلومترًا إلى الشرق ويمكن الوصول إليه عبر طريق الولاية L 845 إلى الغرب، يؤدي طريق الولاية L 60 إلى مينسلاجة وإلى لونينجن، حيث يوجد اتصال بالطريق B 213 (الطريق الأوروبي E 233) والذي يؤدي إلى A 31 ولينجين وميبين/إيمين (هولندا).
يمكن الوصول إلى محطة قطار كفاكنبروك على خط سكة حديد فيلهلمسهافن/أوسنابروك بواسطة قطار NordWestBahn، تم افتتاح القسم بين أولدنبورغ وما كان آنذاك بلدة كفاكنبروك الحدودية في 15 أكتوبر 1875. يتم استخدام الطريق كل ساعة بواسطة RE 18.
تم افتتاح خط سكة حديد دويسبورغ-كفاكنبروك عام 1879 وظل آخر مشروع بناء رئيسي للسكك الحديدية في ألمانيا لعدة عقود واكتسب أهمية خاصة خلال فترة الحرب العالمية الأولى، كأقصر اتصال بين منطقة الرور وميناء فيلهلمسهافن البحري.
كان هناك أيضًا خط قطار صغير من كفاكنبروك عبر برجة ومينسلاجة إلى لينجين حتى عام 1952.

### السياحة
كفاكنبروك هي نقطة الانطلاق لطريق آرتلاند الذي يبلغ طوله 142 كم، العديد من الطرق المطورة لراكبي الدراجات التي تمر عبر أرتلاند تمر عبر منطقة مدينة كفاكنبروك.
مع بطاقة الضيف، يمكن للصيادين صيد الأسماك في واحدة من الأماكن العديدة الخاصة بنادي الصيد الرياضي.

### وسائل الإعلام
مجلة بيرسينبروكر كرايسبلات هي نسخة محلية من مجلة أوسنابروكر الجديدة ويقع مكتب تحريرها الرئيسي في كفاكنبروك، كما تقع المكتبة المجتمعية المشتركة في نفس المبنى، وهي متصلة بجمعية الإعارة بين المكتبات ومجهزة بمحطة إنترنت عامة.

### الرعاية الطبية
حتى عام 1971، كان هناك مستشفيان في كفاكنبروك: مستشفى بيتانيان البروتستانتي ومستشفى بوروماوس الكاثوليكي، وقد تم دمجهما في 23 سبتمبر 1971.  تم التخطيط لبناء مستشفى بسعة 420 سريرًا بالتعاون مع وزارة الشؤون الاجتماعية بساكسونيا السفلى، وتم وضع حجر الأساس في 14 مايو 1974.  بعد ثلاث سنوات من البناء تم الانتهاء منه وتشغيله كمنزل 1 وفي العام التالي تم تجديد مستشفى بيثانيان السابق كما تم إيواء أقسام الأعصاب والطب النفسي الجديدة فيما سمى بمنزل 2، ثم كجزء من تجديد منزل 2 في عام 1999 انتقل قسم الأعصاب إلى منزل 1.
تقام في ردهة المستشفى الأحداث الثقافية مثل الحفلات الموسيقية والمحاضرات والمعارض بانتظام ويكون الدخول إليها مجانيًا في العادة.

### التعليم
غالبًا ما يشار إلى كفاكنبروك كمدينة مدرسية؛ إذ أن لديها واحدة من أقدم مدارس قواعد اللغة الألمانية الشمالية، إرتلاند جيمانيزبوم والتي يرجع وجودها إلى مدرسة لاتينية من عام 1354 بالإضافة إلى ثلاث مدارس ابتدائية ومدرسة لذوي الاحتياجات الخاصة (تأسست عام 1966 كمدرسة خاصة للأشخاص الذين يعانون من صعوبات التعلم) والمدرسة المهنية للأعمال والإدارة في منطقة أوسنابروك وكذلك مدارس فنية للتعليم العلاجي وطب الأرجل والعلاج الطبيعي، توجد أيضًا مدرسة الموسيقى المحلية في أوسنابروك ومدرسة لغات خاصة والعديد من المدارس الخصوصية المحلية.
حتى الآن، لم يكن من الممكن توضيح موعد إنشاء أول كلية في المدينة، وقد تم افتتاح المجمع المدرسي الجديد المصمم لحوالي 700 طالب في 20 يناير 1967، ألقى الخطاب وزير الاقتصاد والنقل آنذاك  كارل مولر ابن المدينة.

## أعلام
أشهر أبناء المدينة هو المصلح هيرمان بونوس الذي ولد عام 1504، الشخصيات التاريخية المؤثرة التي عملت محليًا تشمل نحات بادبرج والرسام وصانع الكمان كارل ألودر الذي تدين له المدينة بعدد من الأعمال الفنية والشاعر لودفيج بريل والحائز على جائزة نوبل كلاوس فون كليتزينج، كما ولد مؤرخ الفيلم إينو باتالاس (1929-2018) في هذه  المدينة.
كأول مواطن فخري مثبت في المدينة حصل إرنست فون هامرشتاين-لوكستين على شهادة المواطنة الفخرية في عام 1889 وفي عام 1913 السناتور برنارد فريدريش روده (1840-1917).  لم يتم تعيين مواطنين فخريين آخرين إلا بعد مرور 50 عامًا: في عام 1965 كان الباني الرئيسي ورئيس البلدية وعضو مجلس المدينة جوزيف فونييه (1883-1979) الذي كان أول مواطن من المدينة يحصل على وسام الاستحقاق الفيدرالي جنبًا إلى جنب مع الرسام البارع تيودور ماكي (1881-1972) بسبب «عقود طويلة من العمل من أجل مصلحة المدينة»، في عام 1979 كان وزير الاقتصاد في ولاية سكسونيا السفلى كارل مولر أول مواطن من المدينة يُمنح الجنسية الفخرية.
- جوستاف إنجل
- كريستيان براند
- سينتا لاورا
- ويلهلم مارتنن

## الأدب
هيكو بوكستيجيل: جذور الصداقة: 25 عامًا من توأمة بلدة ألنسون - كفاكنبروك.
هاينريش بونينج: كفاكنبروك: قصة بلدة صغيرة في شمال ألمانيا.
هاينريش بونينج: قفزات في الزمن كفاكنبروك.
هورست روديجر جارك (محرر): كفاكنبروك، من القلعة الحدودية إلى المركز التجاري.  مصادر وأبحاث أوسنابروك التاريخية، 1985، ISBN 3-9800335-3-8.
كريستيان بيترز: تطبيق الاشتراكية الوطنية للسلطة في المدن الصغيرة.
كريستيان ووست وهاين بونينج وكلوديا فوست وهيكو بوكستيجيل وجوزيف هويرتمان: الفن: الكنوز الثقافية في الشمال الغربي.  استوديو أرتلاند ، 2006، ISBN 3-00-018542-9.

## نظر أيضا
- قائمة مدن ألمانيا